# Paul Aste
Pour les articles homonymes, voir Aste.
Paul Aste, né le 5 décembre 1916 à Matrei in Osttirol et mort le 29 mars 1988, est un bobeur et lugeur autrichien.
Il remporte aux Championnats d'Europe de luge quatre médailles d'or (en solo en 1951, 1953 et 1955 et en duo en 1952 et 1955) et deux médailles d'argent (en solo en 1952 et en duo en 1953).
Aux Championnats du monde de bobsleigh, il est médaillé d'argent en bob à deux en 1955 et médaillé de bronze en bob à deux en 1958.
Il prononce le  serment olympique des Jeux olympiques d'hiver de 1964.

## Palmarès

### Championnats monde
- : médaillé d'argent en bob à 2 aux championnats monde de 1955.
- : médaillé de bronze en bob à 2 aux championnats monde de 1958.